# Mont-de-Galié
Mont-de-Galié ist eine französische Gemeinde mit 26 Einwohnern (Stand: 1. Januar 2022) im Département Haute-Garonne in der Region Okzitanien. Sie gehört zum Arrondissement Saint-Gaudens und zum Kanton Bagnères-de-Luchon.
Nachbargemeinden sind Sauveterre-de-Comminges im Norden, Génos im Osten, Lourde im Südosten, Ore im Süden und Galié im Westen.

## Bevölkerungsentwicklung
| Jahr                      | 1962 | 1968 | 1975 | 1982 | 1990 | 1999 | 2008 | 2015 | 2019 |
| ------------------------- | ---- | ---- | ---- | ---- | ---- | ---- | ---- | ---- | ---- |
| Einwohner                 | 14   | 37   | 30   | 42   | 39   | 36   | 40   | 40   | 42   |
| Quelle: Cassini und INSEE |      |      |      |      |      |      |      |      |      |

## Sehenswürdigkeiten
- Kirche St-Vincent, erbaut ab dem 14. Jahrhundert

## Weblinks

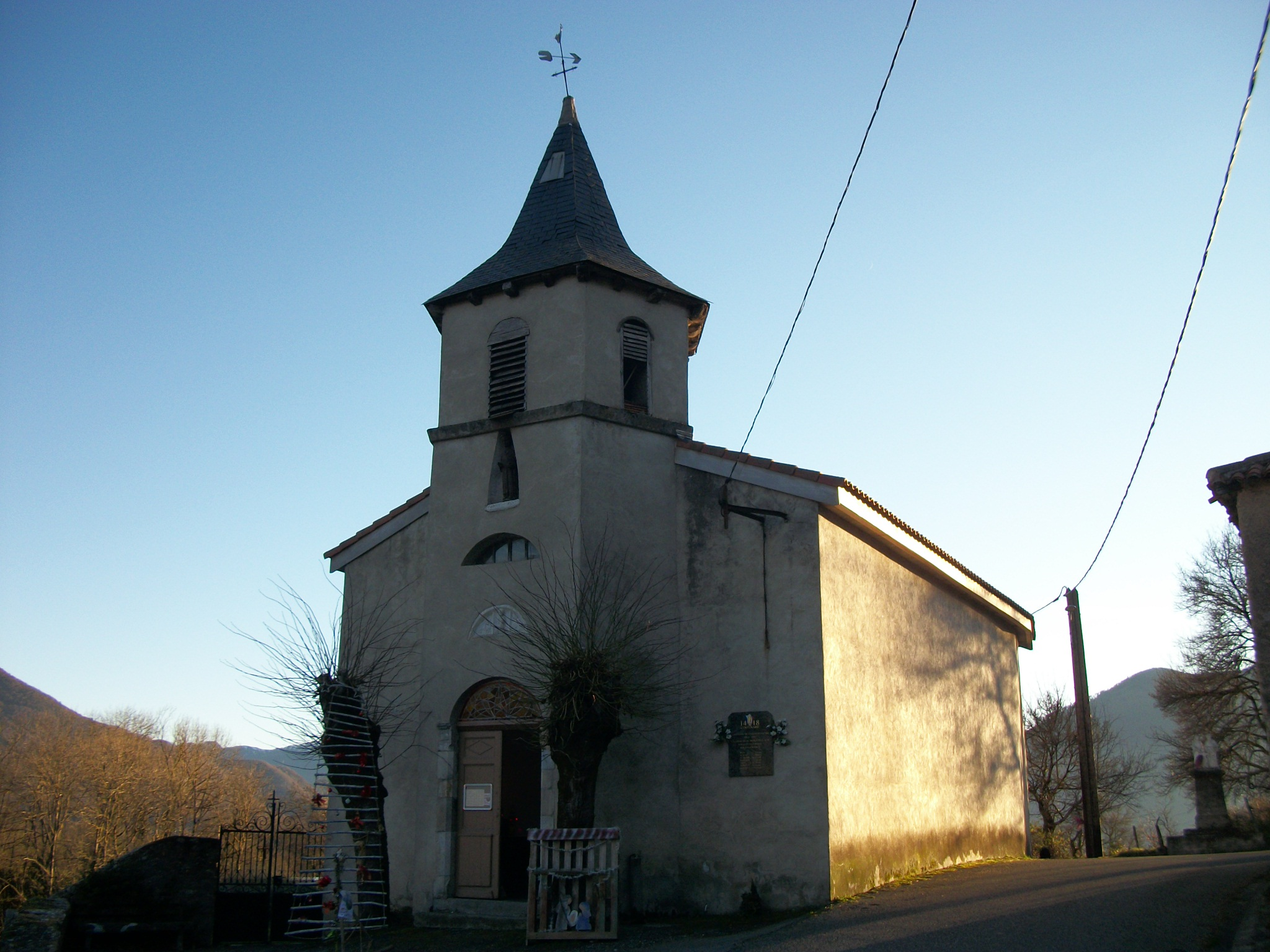
Kirche St-Vincent